# Bupleurum dianthifolium
Bupleurum dianthifolium es una especie de planta herbácea perteneciente a la familia de las apiáceas. Es originaria de Italia.

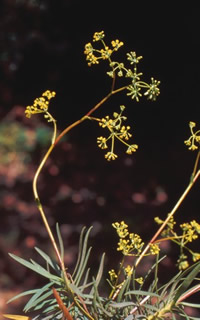
Detalle de la planta

## Descripción
Se trata de una planta perenne camefita sufrútice que alcanza los 15 a 40 cm de altura. Crece como arbustos con forma de almohada que se ajusta a las grietas de las rocas. Las hojas son basales, linear-lanceoladas, coriáceas, de unos 20 mm de largo;  las hojas caulinas se reducen en tamaño (8-15 mm). Las flores se reúnen en umbelas racemosas. Florece entre mayo y junio.

## Distribución y hábitat
Se trata de un endemismo exclusivo de la isla Marettimo, en las Islas Egadas. Se encuentra en los acantilados de piedra caliza de la parte norte de la isla (000-300 m), en un área de aproximadamente 5 km ².

## Historia
Esta especie es considerada un paleoendemismo, lo que significa que en el pasado estaba mucho más extendida de lo que está hoy, probablemente creció en muchas zonas montañosas del Mediterráneo cuando toda la región tenía un clima tropical.

## Taxonomía
Bupleurum dianthifolium fue descrita por Giovanni Gussone y publicado en Florae Siculae Prodromus Suppl. 1: 71. 1832.
Etimología
Bupleurum: nombre genérico que deriva de dos palabras griegas bous y pleurón, que significa "buey" y "costa". Probable referencia a las ranuras longitudinales de las hojas de algunas especies del género. Este nombre fue usado por primera vez por Hipócrates y, de nuevo, en tiempos relativamente modernos, por Tournefort y Linneo.
dianthifolium: epíteto